# Mazda Le Mans Prototype
 (mai 2019).
La Mazda Le Mans Prototype est un concept-car du constructeur automobile japonais Mazda.

## Présentation
Dessiné par Luigi Colani en 1983, ce prototype non-roulant offre une vision d'un bolide destiné à la célèbre course d'endurance des 24 Heures du Mans, utilisant des lignes extrêmement profilées, organiques et aérodynamiques propres au travail de l'artiste. 
Dans cette optique de compétition d'endurance, ce concept utilise un moteur rotatif à quatre cylindres, offrant des performances exceptionnelles telles qu'une puissance comprise entre 960  et   1 400 ch pour des vitesses de pointe de 350  à   380 km/h.